# Szmrecsini-völgy

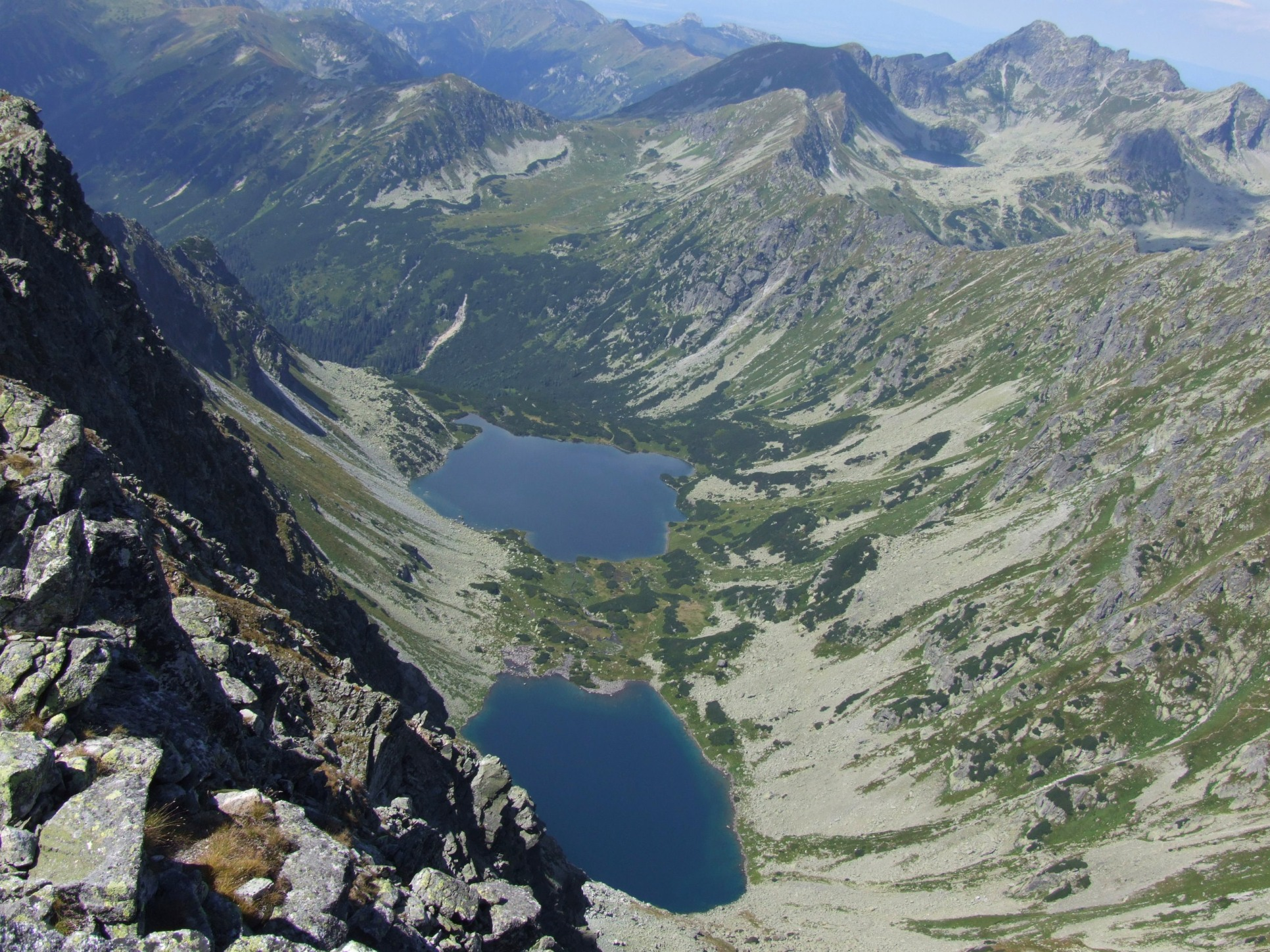
A Szmrecsini-völgy, az Alsó-Fenyves-tó és a Felső-Fenyves-tó

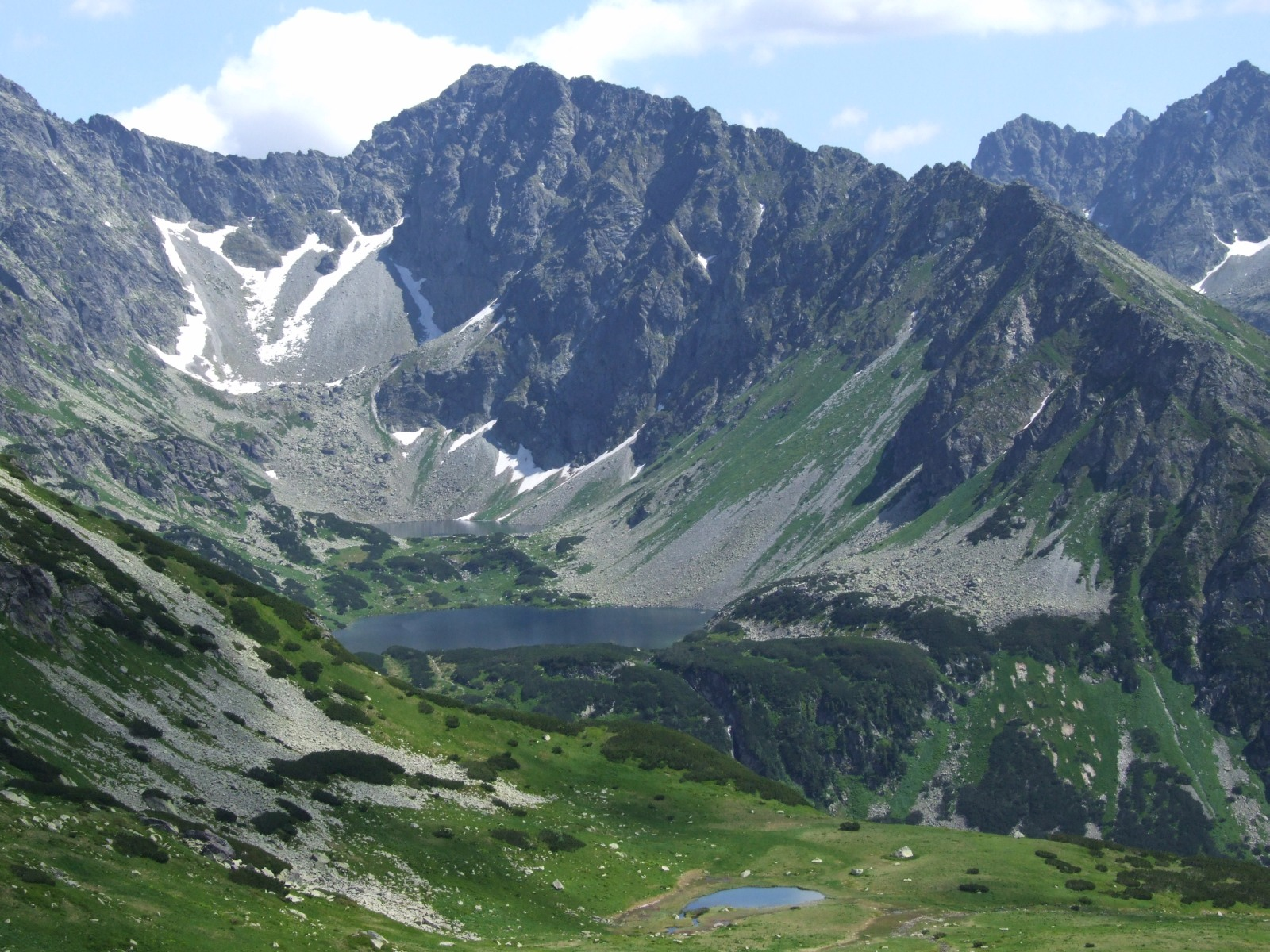
A Szmrecsini-völgy

A Szmrecsini-völgy, másként Fenyves-tavi-völgy (szlovákul Temnosmrečinská dolina) a Magas-Tátra egyik völgye Szlovákiában. A Kapor-völgy felső, legészakibb folytatása, közöttük a völgylépcső küszöbe 170 m magas. Hossza 2,5 km, területe 3 km². Három katlanból áll.

## Fekvése
A Magas-Tátra főgerince a Liptói-faltól a Csubrináig, a Kriván-szárnyvonulat főgerince a Csubrinától a Kapor-csúcsig, valamint a Kapor-csúcs északnyugati oldalgerince (Középső-hát) határolja. 

## Neve
Nevét a völgy szájánál lévő fenyvesről kapta; a fenyves szlovák neve Temné Smrečiny, lengyel neve Ciemne Smreczyny (=sötét fenyves). Mai magyar és német nevét Grósz Alfréd javasolta.

## Vízrajz
Területen két tengerszem is található. Az Alsó-Fenyves-tó (Alsó-Szmrecsini-tó) a Magas-Tátra harmadik legnagyobb tava. A Kapor-völgytől elválasztó völgylépcsőn a Szmrecsini-patak 30 m magas vízesése, a Szmrecsini-vízesés zuhog.